# 新海なつ
新海 なつ（しんかい なつ、1926年7月23日 - ）は日本の女優。愛知県出身。

## 出演

### テレビドラマ
- 紅つばめお雪 第3話「夢は血まみれ」（1970年、NET）- 友吉の母
- 必殺シリーズ (ABC)
  - 必殺仕掛人 第6話「消す顔消される顔」（1972年）
  - 必殺仕業人 第25話「あんた この毒手をどう思う」（1976年） - おのぶ
  - 必殺仕事人 第6話「主水は葵の紋を斬れるか?」（1979年） - 桃源院
  - 新必殺仕事人 第5話「主水 アルバイトする」（1981年） - お梅
- 水戸黄門（TBS / C.A.L）
  - 第6部 第11話「黄門さまの縁むすび -出雲-」（1975年） - 宇吉の母親
  - 第15部 第38話「父と呼ばれた格之進 -大宮-」（1985年） - 千太郎の母親
  - 第17部 第8話「老公爆殺危機一髪 -鳥羽-」（1987年） - たに
  - 第24部 第3話「恋しい人は凶状持ち -駿府-」（1995年） - おくめ
  - 第36部 第11話「美人壺振り 恋の償い -鳥取-」（2006年） - 煙草屋の老婆
  - 第42部 第4話「剣に勝つ、医は仁術 -高田-」（2010年） - お種
- 赤かぶ検事奮戦記II (ABC) 第5話「火魔走る」（1982年） - 梅原加す
- 鬼平犯科帳 第3シリーズ 第14話「二つの顔」（1992年3月25日、フジテレビ / 松竹）
- 大岡越前（TBS / C.A.L.）
  - 第15部 第13話「母恋し！」（1998年） - おくめ
- 連続テレビ小説（NHK 大阪）
  - まんてん（2002年）
  - 芋たこなんきん（2006年）- 第60回「いのり」 伊藤のおばあちゃん 役
  - ちりとてちん (テレビドラマ)（2007年） - 駄菓子屋・お花 役
  - ウェルかめ（2009年）
  - カーネーション（2012年）
  - 純と愛（2012年）
  - わろてんか（2017年）
- 大岡越前 第1話「名奉行誕生」（2013年3月30日、NHK BSプレミアム）